# Santa-Ana-Klasse (1784)
Die Santa-Ana-Klasse war eine Klasse von acht 112-Kanonen-Linienschiffen der spanischen Marine, die von 1784 bis 1816 in Dienst stand.

## Allgemeines
Die Klasse wurde von dem Schiffbauingenieur Romero Landa entworfen auf den Marinewerften Ferrol in Spanien (3 Einheiten) und Havanna auf Kuba (5 Einheiten), zwischen 1783 und Mitte der 1790er gebaut.

## Einheiten
| Name                                     | Bauwerft                             | Bestellung         | Kiellegung        | Stapellauf         | Indienststellung  | Verbleib |
| Prototyp                                 | Prototyp                             | Prototyp           | Prototyp          | Prototyp           | Prototyp          | Prototyp |
| ---------------------------------------- | ------------------------------------ | ------------------ | ----------------- | ------------------ | ----------------- | --- |
| Santa Ana                                | Reales Astilleros de Esteiro, Ferrol | 3. Februar 1783    | Juni 1783         | 28. September 1784 | 24. November 1784 | 1816 im Arsenal von Havanna gesunken |
| 1. Gruppe                                |                                      |                    |                   |                    |                   | |
| Mexicano                                 | Real Astillero de La Habana, Havanna | 10. September 1784 | Februar 1785      | 20. Januar 1786    | 5. Mai 1786       | verkauft 1813, später abgebrochen |
| Conde de Regla                           | Real Astillero de La Habana, Havanna | 10. September 1784 | 27. Januar 1786   | 4. November 1786   |                   | abgebrochen 1811 |
| Salvador del Mundo                       | Reales Astilleros de Esteiro, Ferrol | 23. August 1785    | 19. Dezember 1785 | 2. Mai 1787        |                   | Im Februar 1797 (Seeschlacht bei Kap St. Vincent) durch die Royal Navy gekapert, als HMS Salvador del Mundo in Dienst, abgebrochen 1815 |
| Real Carlos                              | Real Astillero de La Habana, Havanna | 30. Oktober 1786   | 25. Januar 1787   | 4. November 1787   |                   | Im Juli 1801 (Zweites Seegefecht vor Algeciras) gesunken                                                                                |
| 2. Gruppe                                |                                      |                    |                   |                    |                   | |
| San Hermenegildo                         | Real Astillero de La Habana, Havanna | 30. Oktober 1787   | 1788              | 20. Januar 1789    | Januar 1789       | Im Juli 1801 (Zweites Seegefecht vor Algeciras) gesunken                                                                                |
| Reina María Luisa Fernando VII (ab 1809) | Reales Astilleros de Esteiro, Ferrol | 4. August 1789     | 1790              | 12. September 1791 |                   | Im Dezember 1815 vor Béjaïa gesunken |
| Príncipe de Asturias                     | Real Astillero de La Habana, Havanna | 4. August 1789     |                   | 28. Januar 1794    |                   | abgebrochen 1817 |

## Technische Beschreibung
Die Klasse war als Batterieschiff mit drei durchgehenden Geschützdecks konzipiert und hatte eine Länge von 58,806 Metern (Geschützdeck), eine Breite von 16,16 Metern und einen Tiefgang von 7,542 Metern. Sie waren Rahsegler mit drei Masten (Fockmast, Großmast und Kreuzmast). Der Rumpf schloss im Heckbereich mit einem Heckspiegel, in den Galerien integriert waren, die in die seitlich angebrachten Seitengalerien mündeten.
Die Bewaffnung der Klasse bestand bei Indienststellung aus 112 Kanonen, wobei sich die Anzahl und das Kaliber veränderten (in Friedenszeiten wurden die 36-Pfünder-Kanonen durch 24-Pfünder ersetzt).
|                           | Unteres Batteriedeck    | Mittleres Batteriedeck  | Oberes Batteriedeck     | Backdeck              | Achterdeck                                                                | Kanonen (Geschossgewicht) |
| ------------------------- | ----------------------- | ----------------------- | ----------------------- | --------------------- | ------------------------------------------------------------------------- | ------------------------- |
| Design                    | 30 × 36-Pfünder         | 32 × 24-Pfünder         | 32 × 12-Pfünder         | 6 × 8-Pfünder         | 12 × 8-Pfünder                                                            | 112 Kanonen (545 kg)      |
| 1797 (Salvador del Mundo) | 30 × 36-Pfünder         | 32 × 24-Pfünder         | 32 × 12-Pfünder         | 20 × 8-Pfünder        | 20 × 8-Pfünder                                                            | 114 Kanonen (549 kg)      |
| 1805 (Reina María Luisa)  | 30 × 36-Pfünder-Kanonen | 32 × 24-Pfünder-Kanonen | 32 × 12-Pfünder-Kanonen | 6 × 8-Pfünder-Kanonen | 10 × 8-Pfünder-Kanonen 10 × 36-Pfünder-Haubitzen 4 × 24-Pfünder-Haubitzen | 124 Geschütze (646 kg)    |

## Besatzung
Die Besatzung eines Schiffes der Klasse hatte eine Stärke, nach dem 1788 Reglement, von 888 Mann, welche sich aber bis 1803 auf 982 erhöhte.

## Bemerkungen
1. ↑  Bei der Berechnung des Gewichtes einer Breitseite kann es zu Unterschieden kommen, da in der damaligen Zeit ein Pfund, je nach Land, unterschiedliche Gewichtswerte hatte. Das spanische Libra hatte z. B. ein Gewicht von 460,08 Gramm, während das englische Pound ein Gewicht von 453,592 Gramm hatte.